# Bureau International de l’Heure
Das Bureau International de l’Heure (BIH) am Pariser Observatorium war als internationale Stelle verantwortlich dafür, die verschiedenen Messungen der Universal Time zu vergleichen.

## Geschichte
Die Gründung wurde 1912 an der Conférence internationale de l’heure radiotélégraphique beschlossen.
Im Jahr 1987 wurde der Vergleich von Messungen der Universal Time vom Internationalen Büro für Maß und Gewicht übernommen und die Aufgaben des BIH im Bereich der Zeitkorrektur dem Internationalen Dienst für Erdrotation und Referenzsysteme übertragen.